# Museo storico della comunicazione
Il museo storico della comunicazione, già conosciuto come museo delle poste e telecomunicazioni, è un museo sito nella città di Roma, in viale Europa s.n.c. angolo Via Cristoforo Colombo. È gestito dal Ministero dello sviluppo economico.
Le stanze del museo occupano una superficie di 4000 m², in esse sono raccolti oggetti, cimeli, francobolli che riguardano la storia della posta italiana, che spazia dal telegrafo al computer passando per la radio e la televisione.

## Storia

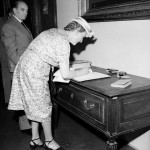
La vedova di Guglielmo Marconi firma il registro degli ospiti all'inaugurazione del Museo PT

Il primo abbozzo di questo museo è del 1878. In quest'anno Ernesto D'Amico fa creare presso l'ufficio dei Telegrafi a Firenze una raccolta di materiali telegrafici provenienti dagli antichi stati italiani prima dell'Unità d'Italia e non più utilizzati dall'unificazione italiana stessa.

Successivamente, nel 1890, Pietro Lacava, volle un museo della posta da unire a quello telegrafico di Firenze, così fece organizzare e catalogare tutti quei cimeli che testimoniassero l'evoluzione delle comunicazioni nel corso della storia.

Nel 1897, Emilio Sineo, continuò l'operato di Lacava, incrementando le acquisizioni nonché le donazioni di privati arrivando ad un rilevante patrimonio museale.

Nel 1907 il materiale museale fu trasferito a Roma. Nel 1939 fu trovata una sede in un ufficio postale nel quartiere Prati. Tuttavia, solo dopo il termine della seconda guerra mondiale il museo venne aperto, il 21 giugno 1957.

Nel 1977, il museo fu trasferito nella sede attuale ed inaugurato solamente nel 1982.

## Il percorso museale
Il percorso museale è così strutturato:
- Percorso 1: Buche d'impostazione;
- Percorso 2: Francobolli;
- Percorso 3: Lettere, dispacci, cartoline e documenti;
- Percorso 4: Telegrafi;
- Percorso 4: Strumenti;
- Percorso 5: Posta pneumatica;
- Percorso 6: Trasporti;
- Percorso 7: Divise;
- Percorso 8: Armi;
- Percorso 9: Stemmi ed insegne;
- Percorso 10: Ufficio Postale e casseforti;
- Percorso 11: Oggettistica.

### Descrizione delle sale
Le sale sono così distribuite:
- Ingresso:

Nell'androne è posta una copia di una groma, usata nell'antica Roma dai gromatici veteres per porre i confini tra le varie zone.
- Storia della posta:

In questa sala vi sono poste varie buche postali, la prima esposta, caratterizzata da un'iscrizione in latino e proveniente da Borgo Cerreto, risale al 1633. Di fronte alla collezione delle buche postali vi è una copia della Tavola Peutingeriana
- Ricostruzione di un ufficio postale di fine Ottocento:

È una riproduzione fedele di un ufficio postale con tanto di relativa rimessa per la diligenza, di cimeli storici del Ducato di Parma ed un fornetto per la disinfezione delle lettere composto da una gabbia rotante posta su un braciere che sprigionava dei vapori sulfurei.
- Antichi Stati:

La sala è suddivisa in varie vetrine ciascuna dedicata ad uno stato della penisola italiana prima dell'Unità d'Italia. In queste vetrine sono esposte, tra l'altro, vari acquerelli raffiguranti le divise dei portalettere, delle armi dati ai postiglioni per la legittima difesa, un decreto originale autografato da Carlo Alberto, stereotipi per la stampa di francobolli ed una pergamena del XVII secolo inviata dal doge Sebastiano Veniero al duca milanese Francesco Sforza tramite il servizio postale affidato ai corrieri personali, i Tasso.
- Posta militare:

Le varie vetrine si riferiscono ai periodi delle due guerre mondiali. Nelle vetrine sono esposte tra l'altro: bolli postali, pinze usate per la piombatura dei sacchi postali ed un bastone a sonagli per l'incaricato alla posta.
- Regno d'Italia e Repubblica Italiana:

In questa sala sono esposte delle foto, acquerelli raffiguranti l'evoluzione dei trasporti postali tra cui cassette postali riservate alla posta aerea ed un frammento di elica del primo aereo adibito al carico postale nel 1917.
- Elaboratore "Olivetti Elea":

Questo elaboratore fu progettato da un gruppo di ricercatori guidati da Mario Tchou per conto dell'Olivetti di Ivrea. Nella sala vi è anche una delle prime tabulatrici europee.
- Storia delle Telecomunicazioni: primi apparati e telegrafi ottici:

In questo settore sono esposti cimeli che attestano vari modi di comunicazioni nella storia, dai segnali di fumo degli antichi romani nel IV secolo a.C., alle bandierine degli antichi greci, dall'apparecchio di Claude Chappe, al sistema di luci notturne di Cacopardo.
- Telegrafi:

In questo settore vengono esposti i primi telegrafi in uso negli antichi stati italiani, tra cui sono degni di nota: il Wheatstone del Piemonte, lo Henley del Regno delle Due Sicilie, il Bréguet utilizzato sulla linea ferroviaria Torino-Parigi, lo Hughes con tastiera simile a quella del pianoforte e il Mayer che necessitava dell'alternarsi di quattro operatori.
- Posto dimostrativo Morse:

In una sezione a parte sono posti due apparecchi Morse, uno ricevente ed uno trasmittente collegati tra di loro risalente al 1837.
- Fototelegrafia:

Questa sezione è suddivisa in due parti, nella prima è posto il dispositivo Korn utilizzato per trasmettere le fotografie, mentre nella seconda l'apparato ricevente Muirhead utilizzato a ricevere dei segnali a modulazione di ampiezza, mentre nelle vetrine sono posti dei cavi elettrici sottomarini e vari strumenti di misurazione usati per gli apparecchi radiotelegrafici.
- Storia della telefonia:

Tra le opere esposte, degne di menzione sono: vari telefoni tra cui una coppia di telefoni di Antonio Meucci ricostruiti dal personale del museo nel 1958, un telefono originale della compagnia telefonica Bell del 1876, telefoni modello Siemens & Halske degli inizi del XX secolo, un telefono FATME con rivestimenti in pelle e rifiniture dorate, il telefono Ansaldo Lorenz a batteria centrale, il sistema telefonico centrale che era attivo alla biblioteca vaticana dal 1886 al 1890, l'apparecchio Phelps con microfono e telefono a corona del 1885, un microfono a tamburello ideato da Augusto Righi nel 1878 e microfoni telefonici Bell.
- Archivio storico:

In questa sezione vi è la biblioteca e dei documenti utilizzabili dagli studiosi delle telecomunicazioni.
- Telegrafia senza fili. Sala Marconi:

In questo settore vi è una statua di Guarino Roscioli, in seguito vi sono vari strumenti elettronici tra cui un oscillatore ed un risonatore con riflettori parabolici in rame realizzati da Marconi per la telegrafia senza fili nel 1895 e un detector magnetico costruito all'interno di una scatola di sigari nel 1902 a bordo dell'incrociatore Carlo Alberto. Tra gli altri strumenti vi sono una batteria di bottiglie di Leyda, un ricevitore radiotelegrafico ad audion del tipo Majorana ed un radiogoniometro Marconi.
- Panfilo Elettra:

In questa sala è stata ricostruita la cabina radiotelegrafica in cui sono stati posti gli apparecchi originali salvati agli eventi bellici del panfilo Elettra usato da Marconi.
- Storia delle radiocomunicazioni militari:

In questa sezione sono mostrati vari oggetti usati nella seconda guerra mondiale tra cui la macchina criptografica Enigma ed un registratore utilizzato per decifrare i messaggi cifrati.
- Centri radio:

In questa sezione è esposto un ponte radio realizzato dal servizio postale di Trieste del 1950 circa.
- Storia della televisione:

In questa sezione sono esposti cimeli relativi al mondo televisivo, tra cui il tubo catodico della società SAFAR di Milano usato dall'Istituto superiore delle Poste e Telegrafi di Milano, dei vidicon, dei televisori a colori modello "RCA-Victor color", una telecamera a tre vidicon.
- Storia della marcofilia:

Sono esposti dei bolli, annulli e suggelli postali riferibili agli antichi stati italiani, al regno d'Italia ed alla repubblica italiana. I cimeli sono esposti in cassettiere e visitabili su richiesta.
- Storia della filatelia:

Sono esposti vari francobolli di tutto il mondo tra cui i bolli "Cavallini sardi" da 15, 25 centesimi e 50 centesimi ed in una sezione sono esposti dei bozzetti artistici realizzati da pittori.